# جام تاج‌گذاری (فوتبال)
جام تاج‌گذاری یک تورنمنت فوتبال برای جشن تاج‌گذاری ملکه الیزابت دوم بود، مسابقاتی بین چهار باشگاه انگلیسی و چهار باشگاه اسکاتلندی، که در گلاسگو در ماه مه ۱۹۵۳ برگزار شد. این تورنمنت، مانند جام نمایشگاه امپراتوری، مورد توجه باشگاه‌های فوتبال قرار گرفت، زیرا در آن زمان به تیم‌ها اجازه می‌داد در روزهای قبل از فوتبال اروپا، خود را در برابر تیم‌های کشور دیگری آزمایش کنند.
سلتیک و هیبرنین در فینال در همپدن پارک درمیان ۱۱۷،۰۰۰ تماشاگر به مصاف هم رفتند و سلتیک با نتیجه ۲–۰ پیروز شد. پیروزی سلتیک به این معنی بود که آنها قهرمان غیر رسمی بریتانیا شدند.

## شرکت کنندگان
| تیم             | نحوه صعود                                                        |
| --------------- | ---------------------------------------------------------------- |
| آبردین          | نایب قهرمان جام اسکاتلند ۵۳–۱۹۵۲                                 |
| سلتیک           | قهرمان جام نمایشگاه امپراتوری                                    |
| هیبرنین         | قهرمان لیگ دسته اول اسکاتلند ۵۲–۱۹۵۱                             |
| رنجرز           | قهرمان لیگ دسته اول اسکاتلند ۵۳–۱۹۵۲ قهرمان جام اسکاتلند ۵۳–۱۹۵۲ |
| آرسنال          | قهرمان لیگ فوتبال ۵۳–۱۹۵۲                                        |
| منچستر یونایتد  | قهرمان لیگ فوتبال ۵۲–۱۹۵۱                                        |
| نیوکاسل یونایتد | قهرمان لیگ فوتبال ۵۱–۱۹۵۰ و جام حذفی انگلیس ۵۲–۱۹۵۱              |
| تاتنهام هاتسپر  | نایب قهرمان لیگ فوتبال ۵۲–۱۹۵۱                                   |

## یک‌چهارم نهایی
- سلتیک ۱ – ۰[۴]  آرسنال
- منچستر یونایتد ۲ – ۱  رنجرز
- نیوکاسل یونایتد ۴ – ۰  آبردین
- هیبرنین ۱ – ۱ (و.ا.)  تاتنهام هاتسپر

بازی دوباره
- هیبرنین ۲ – ۱ (و.ا.)  تاتنهام هاتسپر

## نیمه نهایی
- سلتیک ۲ – ۱[۶]  منچستر یونایتد
- هیبرنین ۴ – ۰  نیوکاسل یونایتد

## فینال
| سلتیک               | ۲–۰ | هیبرنین |
| ------------------- | --- | ------- |
| موچان ۲۸' · ولش ۸۷' |     |         |

| سلتیک | هیبرنین |

| سلتیک: |  |                      |
|        |  |                      |
| GK     |  | جان بونار            |
| RB     |  | مایک هاگنی           |
| LB     |  | الکس رولو            |
| RH     |  | بابی ایوانز          |
| CH     |  | جاک استاین (کاپیتان) |
| LH     |  | جان مک‌فیل            |
| OR     |  | بابی کالینز          |
| IR     |  | جیمی ولش             |
| CF     |  | نیل موچان            |
| IL     |  | برتی پیکاک           |
| OL     |  | ویلی فرنی            |

| هیبرنین: |  |                      |
|          |  |                      |
| GK       |  | تامی یانگر           |
| RB       |  | جاک گوان             |
| LB       |  | جاک پاترسون          |
| RH       |  | آرچی بوچانان         |
| CH       |  | هوگ هووی             |
| LH       |  | بابی کامبه           |
| OR       |  | گردان اسمیت          |
| IR       |  | بابی جانستون         |
| CF       |  | لاوری ریلی (کاپیتان) |
| IL       |  | ادی تورنبول          |
| OL       |  | ویلی اورموند         |

## صفحه‌های مشابه
مسابقات قهرمانی فوتبال جهان
جام نمایشگاه امپراتوری
جام نمایشگاه گلاسگو ۱۸۸۸
جام بین‌المللی نمایشگاه گلاسگو
جام نمایشگاه ادینبرو
جام سنت مونگو